# Lista de ex-empregados da WWE (I–M)
A WWE é uma promoção de luta livre profissional localizada em Stamford, Connecticut. Ex-empregados (com sobrenome de I–M) incluem lutadores, managers, comentaristas, locutores, repórteres, árbitros, treinadores, roteiristas, executivos e diretores.
Os empregados recebem contratos de desenvolvimentos a de décadas. Eles aparecem em programas de televisão da WWE, pay-per-views e eventos ao vivo. Outros, lutam nos territórios de desenvolvimento, hoje NXT, e já: Florida Championship Wrestling, Deep South Wrestling, Heartland Wrestling Association, International Wrestling Association, Memphis Championship Wrestling e Ohio Valley Wrestling.
Aqueles que realizaram aparições sem contratos e aqueles que foram demitidos mas estão empregados hoje não foram incluídos.

## Ex-empregados (I–M)

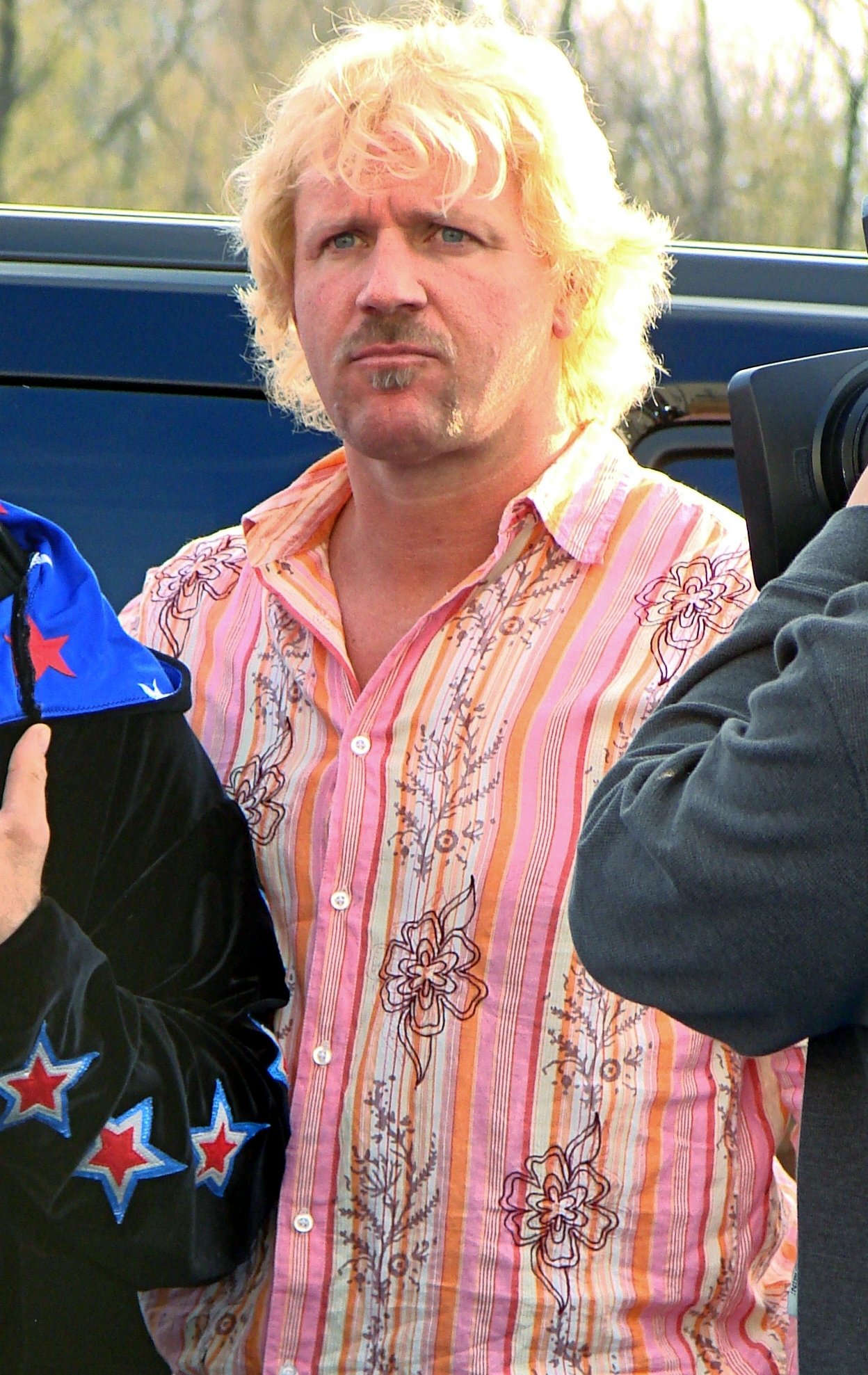
Jeff Jarrett.

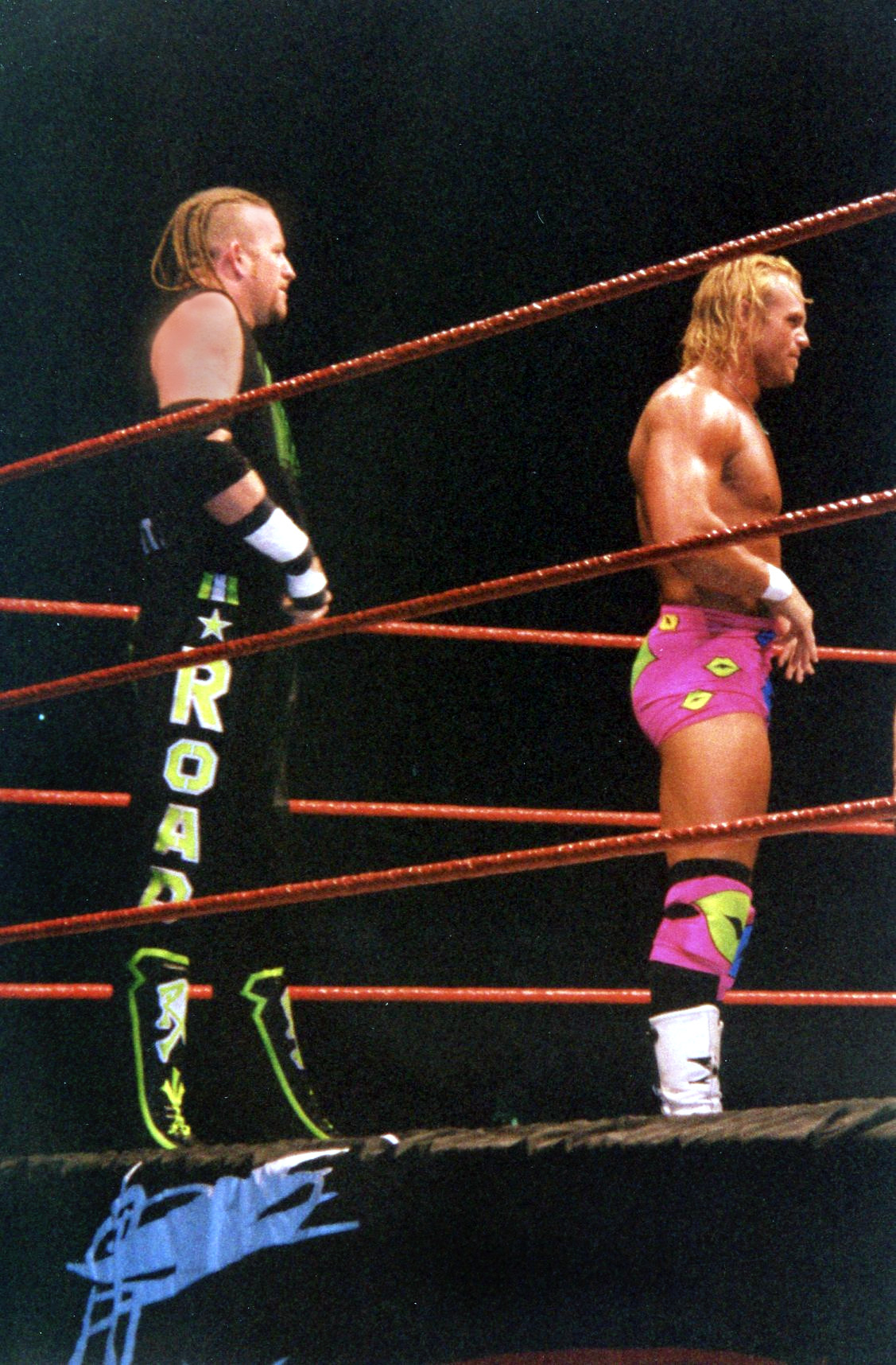
New Age Outlaws (Road Dogg e Billy Gunn) em 1999.

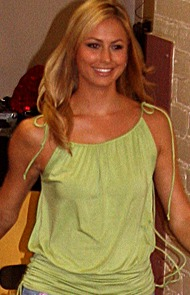
Stacy Keibler em um house show em 2005.

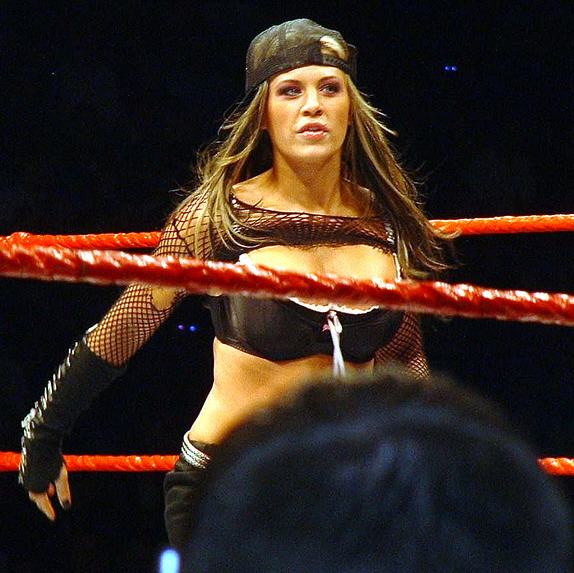
Ashley Massaro em 2005.

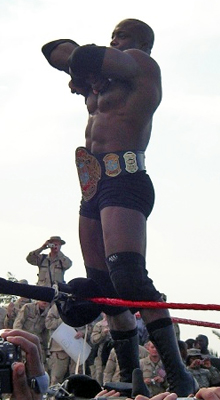
Bobby Lashley em um evento em Bagdá, Iraque

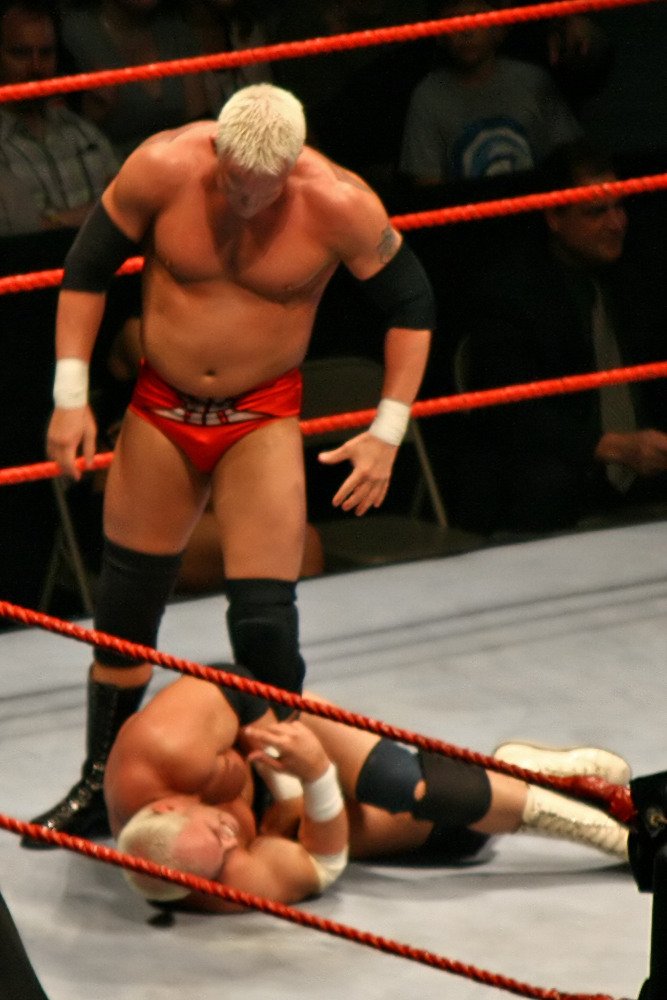
Mr. Kennedy lutando contra Hardcore Holly em um live event em 2007.

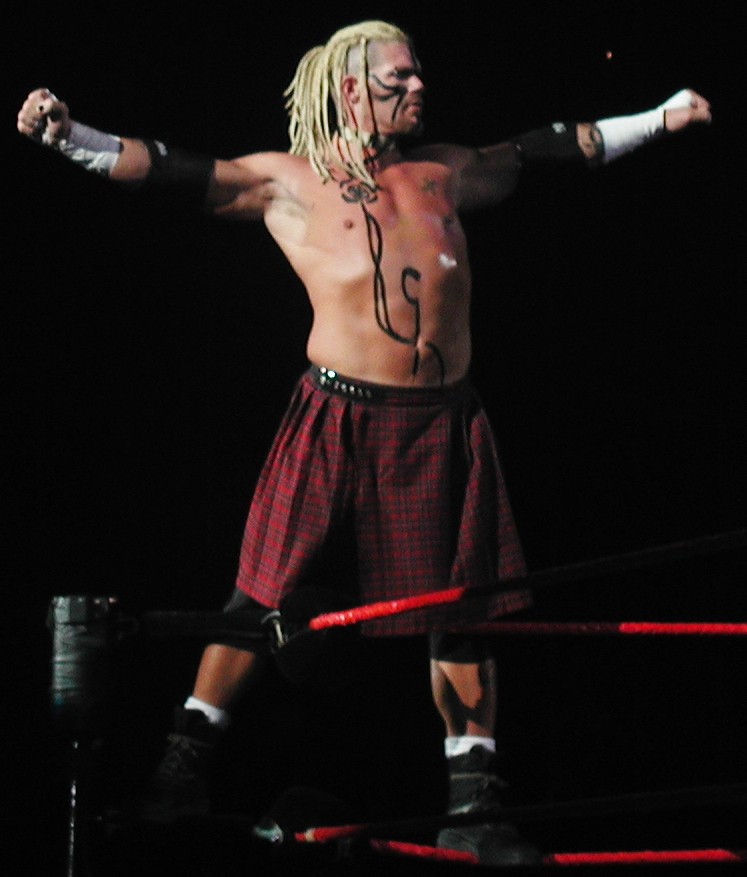
Raven em 2002.

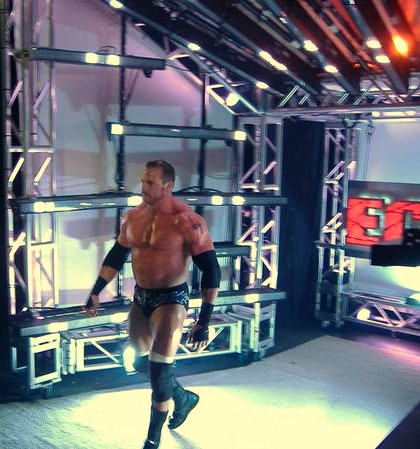
Test fazendo sua entrada na ECW.

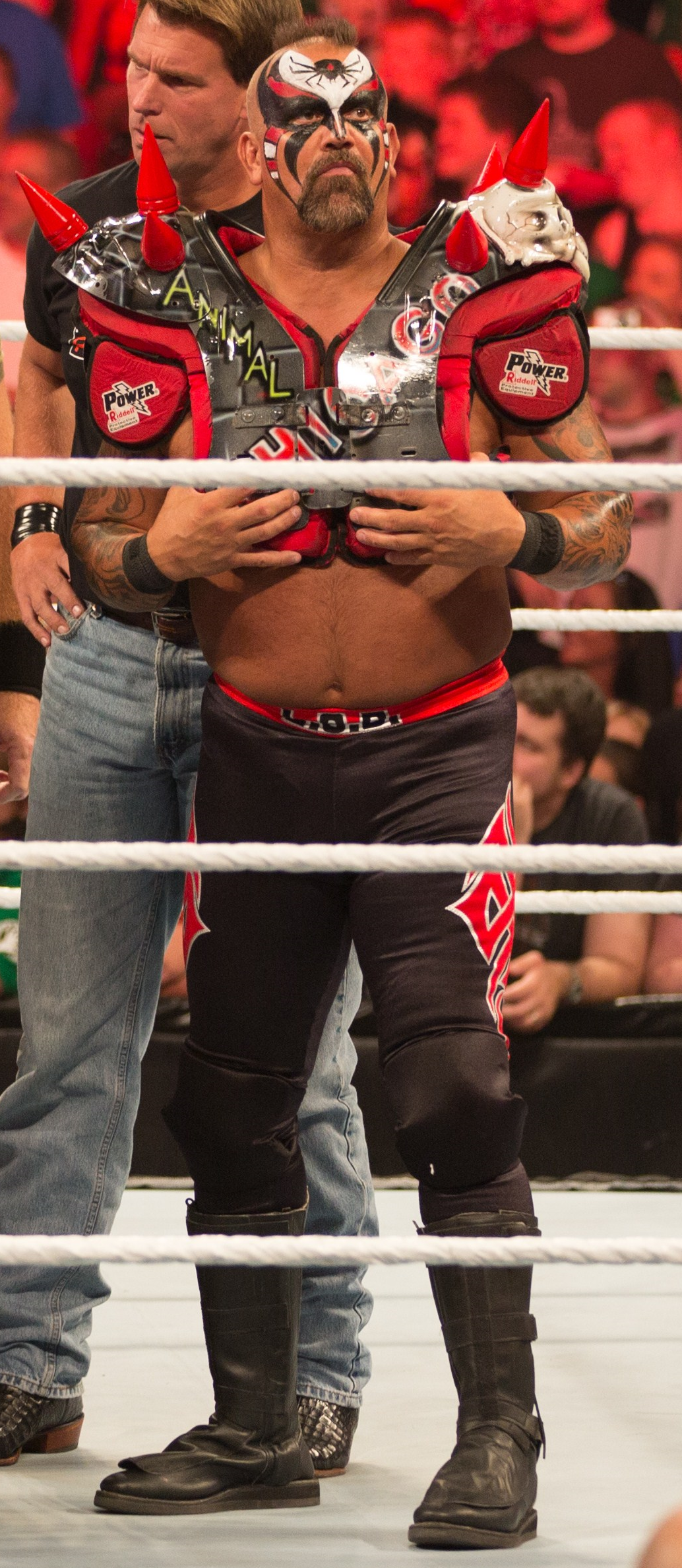
Road Warrior Animal em 2012.

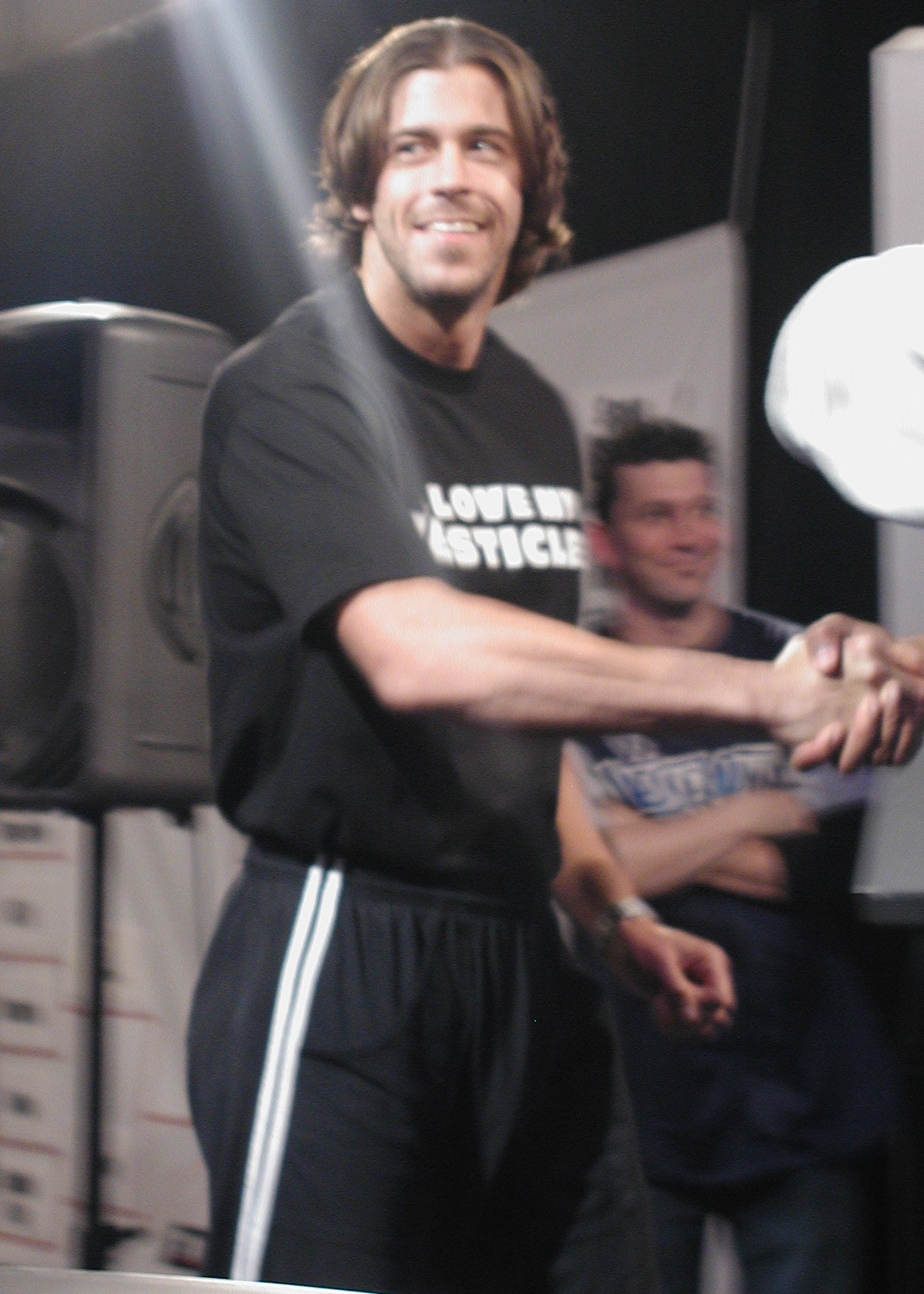
Stevie Richards em Seattle, Washington.

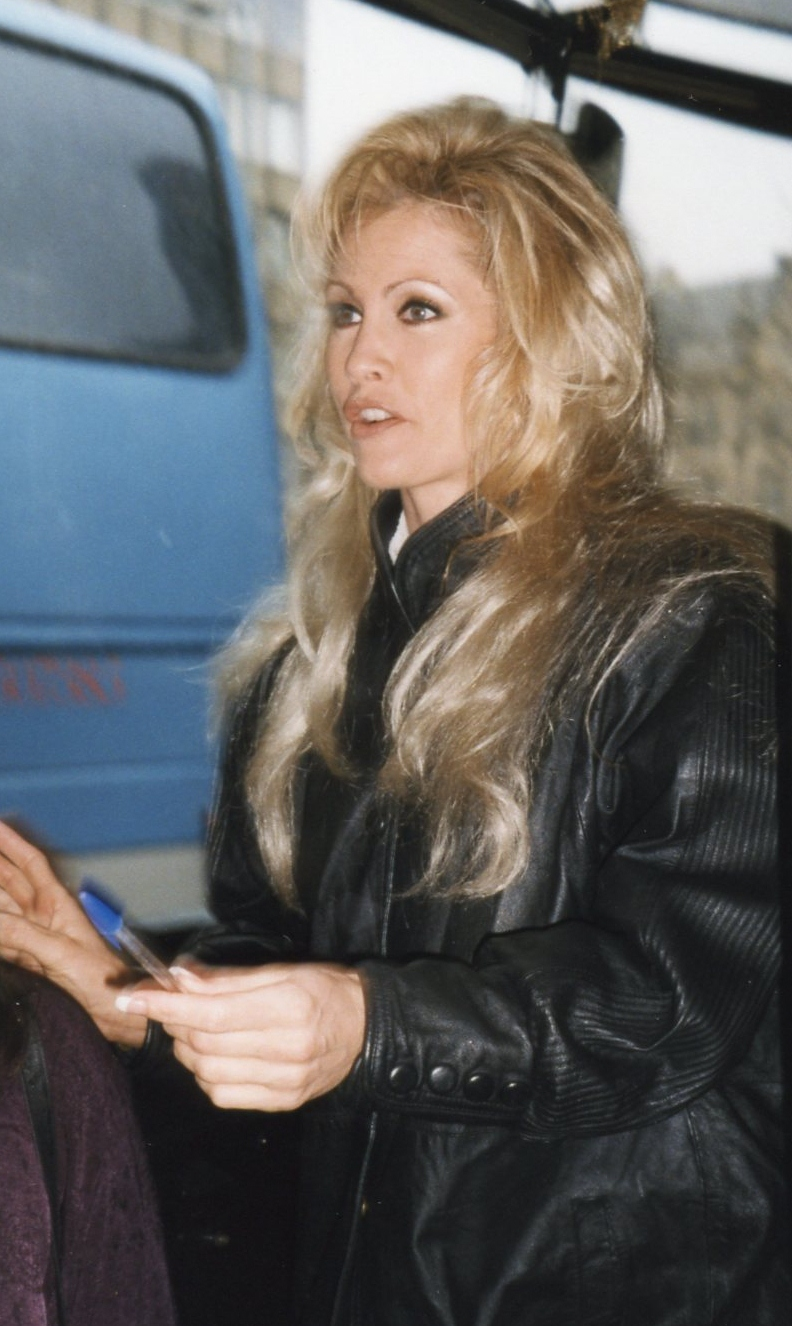
Sable em 1998.

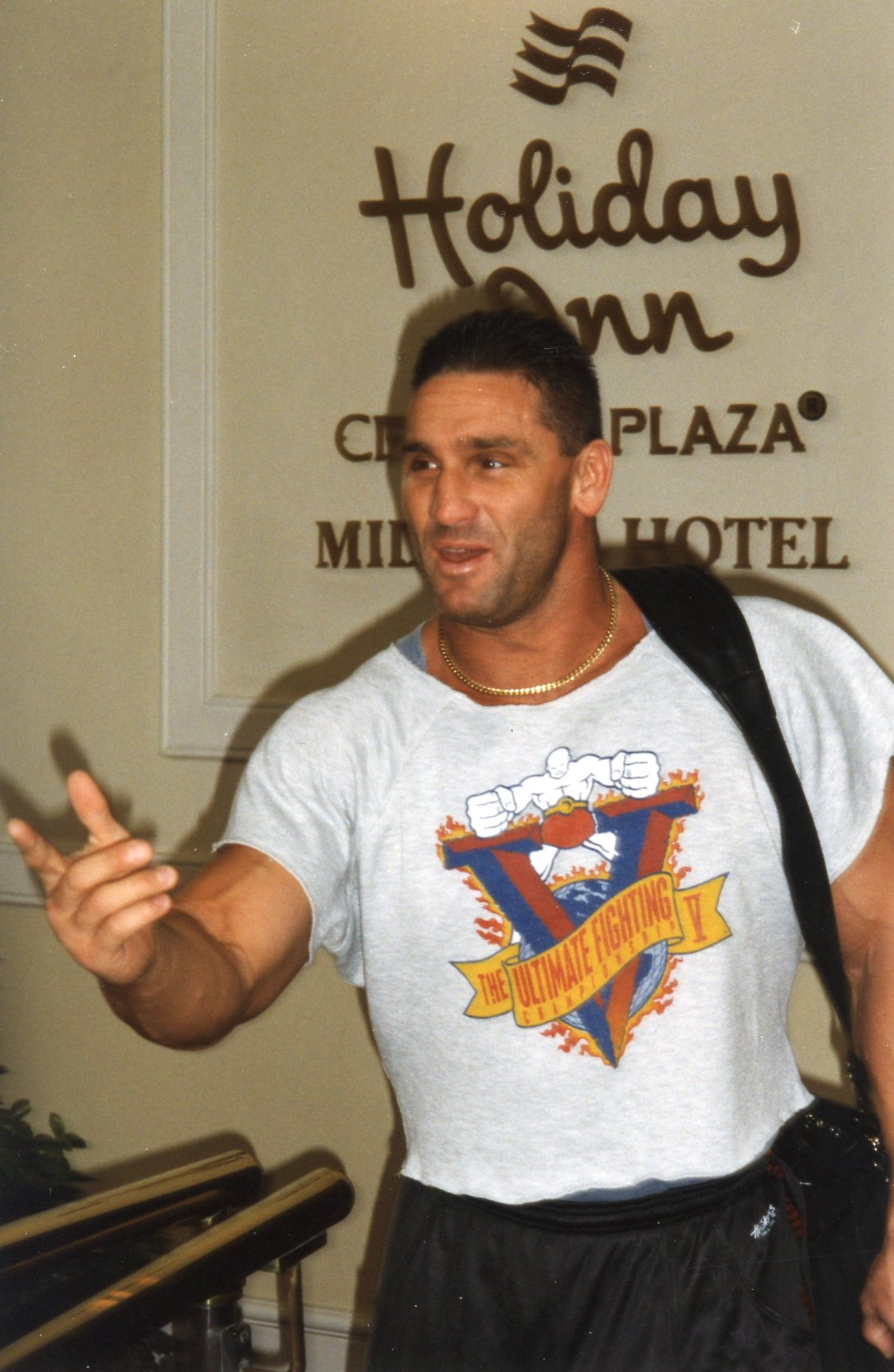
Ken Shamrock em 1998.

| Nome:                       | Nome de ringue(s): | Duração:                                          | Notas:                      |  |
| --------------------------- | --- | ------------------------------------------------- | --------------------------- |  |
| Curtis Iaukea, III†         | Prince Iaukea King Curtis Iaukea The Wizard                                                                            | 1966 1971–1973 1986–1987                          |                             |  |
| Barney Irwin                | The Goon | 1996–1997                                         |                             |  |
| Scott Irwin†                | Yukon Eric | 1978                                              |                             |  |
| Francisco Islas Rueda       | Super Crazy Histeria Super Loco                                                                                        | 1997 1998-1999 2005-2008                          | [ 3 ] [ 4 ]                 |  |
| Karl Istaz†                 | Karl Gotch | 1971–1972                                         |                             |  |
| Aleksandar Jaksic           | Aleksandar Jaksic | 2018-2020                                         |                             |  |
| Steve James                 | Lance Cassidy | 1992–1993                                         |                             |  |
| Frederick Jennetty          | Marty Jannetty | 1987 1988-1992 1993-1994 1995-1997 2005-2007 2009 | [ 5 ]                       |  |
| James Janos                 | Jesse Ventura | 1983–1990                                         |                             |  |
| Jeffrey Jarrett             | Jeff Jarrett | 1993-1996 1997-1999                               | [ 6 ]                       |  |
| John Felix Anthony Cena, Jr | John Cena | 2002–2023                                         |                             |  |
| John Jeter                  | Johnny Johnny Jeter Consquitador Dos Jayden Jeter                                                                      | 2003–2008                                         | [ 7 ]                       |  |
| Mark Jindrak                | Mark Jindrak | 2001-2005                                         | [ 8 ] [ 9 ]                 |  |
| James Johnson†              | Crazy Luke Graham | 1964–1965 1966–1969 1971–1972 1978                | [ 10 ] [ 11 ]               |  |
| Kenneth Johnson             | Reverend Slick Slick                                                                                                   | 1986–1993                                         |                             |  |
| Larry Johnson               | Sonny King | 1971–1973                                         |                             |  |
| Dawn Johnston               | Dawn Marie | 1986–1987                                         |                             |  |
| Lauren Jones                | Lauren Jones | 2004–2005                                         |                             |  |
| Michael Jones               | Virgil | 1987–1994 2010                                    |                             |  |
| Nathan Jones                | Nathan Jones | 2002–2003                                         |                             |  |
| William Jones               | Chilly Willy | 2004-2005                                         | [ 12 ]                      |  |
| Orlando Jordan              | Orlando Jordan | 2003-2006                                         | [ 13 ] [ 14 ]               |  |
| Brian Jossie                | Abraham Washington A.W.                                                                                                | 2009-2012                                         | [ 15 ]                      |  |
| Charles Kalani, Jr.†        | Professor Tanaka Professor Toru Tanaka                                                                                 | 1967–1968 1969–1970 1972–1974 1977–1978           |                             |  |
| McRonald Katmaka†           | Tor Kamata | 1976–1977 1980                                    |                             |  |
| Patty Seymour               | Leilani Kai | 1985–1989 1994                                    |                             |  |
| Matthew Kaye                | Matt Striker | 2005-2013                                         | [ 16 ]                      |  |
| Frank Gerdelman             | Frankie Kazarian | 2005                                              | [ 17 ]                      |  |
| Lanny Kean, Jr.†            | Cousin Junior Larry Kean                                                                                               | 1984-1986                                         |                             |  |
| Stacy Keibler               | Stacy Keibler Super Stacy                                                                                              | 2001–2006                                         |                             |  |
| Steve Keirn                 | Doink the Clown Skinner                                                                                                | 1991–1993, 2011-present                           |                             |  |
| Kevin Foote                 | Kevin Kelly | 1996–2003                                         |                             |  |
| Christopher Keith Irvine    | Chris Jericho | 1999-2018                                         |                             |  |
| Wayne Keown                 | Uncle Zebekiah Zeb Colter                                                                                              | 1994–1997 2013–2016                               | [ 18 ]                      |  |
| Raymond Kessler             | The Haiti Kid | 1971-1972 1975-1977 1981-1987                     |                             |  |
| Kevin Kiley, Jr.            | Alex Riley | 2007-2016                                         | [ 18 ]                      |  |
| Kenneth Kilpatrick          | Ken Shamrock | 1997–1999                                         | [ 19 ]                      |  |
| Gail Kim                    | Gail Kim | 2002-2004 2008-2011                               | [ 20 ]                      |  |
| Eugene Kiniski†             | Gene Kiniski Gene Kelly                                                                                                | 1964                                              | [ 21 ]                      |  |
| Michael Penzel              | Corporal Kirchner RT Reynolds                                                                                          | 1985–1987                                         | [ 22 ]                      |  |
| Lioness Asuka               | Lioness Asuka | 1987                                              | [ 23 ]                      |  |
| Kōji Kitao                  | Kitao | 1991                                              |                             |  |
| Matthew Korklan             | Matt Sydal Evan Bourne                                                                                                 | 2008–2014                                         | [ 25 ]                      |  |
| Christopher Klucsaritis†    | Chris Kanyon | 1994–1995 2001–2004                               |                             |  |
| Tyler Kluttz                | Brad Maddox Lord Ruffus Joshua Kingsley                                                                                | 2010–2015                                         | [ 26 ]                      |  |
| Dennis Knight               | Dennis Knight Mideon Phineas I. Godwinn                                                                                | 1996–2001                                         |                             |  |
| Marianna Komlos†            | Marianna Mrs. Cleavage                                                                                                 | 1999                                              |                             |  |
| Erika Shishido              | Aja Kong | 1995                                              | [ 27 ]                      |  |
| Demetrius Korderas          | Jim Korderas Jimmy Korderas                                                                                            | 1987-2009                                         | [ 28 ]                      |  |
| Jack Korpela                | Jack Korpela | 2006–2011                                         | [ 29 ]                      |  |
| Władek Kowalski†            | Killer Kowalski Executioner                                                                                            | 1957–1958 1962–1964 1968–1970 1974–1977           | [ 30 ]                      |  |
| Andres Labrakis             | Spiros Arion | 1966–1967 1974–1975                               |                             |  |
| Ernest Ladd†                | "Big Cat" Ernie Ladd "King"                                                                                            | 1964 1968–1970 1972 1975–1976 1978 1980–1981      |                             |  |
| Philip Lafon                | Phil Lafon | 1996–1997                                         |                             |  |
| Michel Lamarche             | Alexis Smirnoff | 1983–1984                                         |                             |  |
| Wallace Lane                | Stan Lane | 1993–1995                                         |                             |  |
| Justin Rocheleau            | Bam Neely | 2008-2009                                         | [ 31 ]                      |  |
| Buddy Landel                | Buddy Landel | 1995–1996                                         | [ 32 ]                      |  |
| John Lanza                  | Blackjack Lanza | 1973 1975                                         |                             |  |
| Franklin Lashley            | Bobby Lashley Lashley                                                                                                  | 2004-2008                                         | [ 33 ] [ 34 ]               |  |
| Larry Booker†               | Moondog Spot | 1981 1984–1987                                    |                             |  |
| Bruno Lauer                 | Harvey Wippleman Herivana                                                                                              | 1991-2015                                         |                             |  |
| Thomas Laughlin             | Tommy Dreamer | 1997 2001-2003 2005 2006-20102015                 | [ 35 ]                      |  |
| Joan Laurer†                | Chyna | 1997-2001                                         | [ 36 ] [ 37 ]               |  |
| Joseph Laurinaitis          | Animal The Road Warrior Road Warrior Animal                                                                            | 1990-1992 1997-1999 2003 2005-2006                | [ 38 ]                      |  |
| Brian Lawler†               | Brian Christopher Grand Master Sexay                                                                                   | 1997–2001 2004                                    |                             |  |
| Peggy Lee                   | Peggy Lee | 1984–1985                                         |                             |  |
| Andrew Leavine              | Andy Leavine Kevin Hackman                                                                                             | 2010–2012                                         | [ 39 ]                      |  |
| Pierre Lafleur              | Yukon Pierre | 1978                                              |                             |  |
| Brian Harris                | Chainz (Fake) Undertaker                                                                                               | 1994 1997–1998                                    |                             |  |
| Rodney Leinhardt            | Rodney | 1999–2001                                         | [ 40 ]                      |  |
| Raymond Leppan              | Adam Rose | 2010–2016                                         | [ 41 ]                      |  |
| Edward Leslie               | Brutus "The Barber" Beefcake                                                                                           | 1984–1990 1991–1993                               |                             |  |
| Seth Lesser                 | Simon Gotch | 2013-2017                                         |                             |  |
| Scott Levy                  | Johnny Polo Raven | 1993–1994 2000–2003                               |                             |  |
| Mark Lewin                  | Mark Lewin | 1959                                              | [ 42 ]                      |  |
| Steven Lewington            | DJ Gabriel Steve Lewington                                                                                             | 2005–2010                                         |                             |  |
| Ray Liccachelli             | Doink the Clown (#2) Ray Liccachelli                                                                                   | 1993–1995                                         |                             |  |
| Reginald Lisowski           | The Crusher Crusher Machine                                                                                            | 1963 1986                                         |                             |  |
| Tom Lister, Jr.             | Zeus | 1989                                              |                             |  |
| Paul Lloyd, Jr.             | Justin Gabriel | 2008–2015                                         | [ 43 ]                      |  |
| Michael Lockwood†           | Crash Crash Holly Erin O'Grady                                                                                         | 1998–2003                                         |                             |  |
| Rochelle Loewen             | Rochelle Loewen | 2004–2005                                         |                             |  |
| Vito LoGrasso               | Vito Skull Von Krush                                                                                                   | 1993 2005–2007                                    | [ 44 ] [ 45 ]               |  |
| Steve Lombardi              | Abe Schwartz Doink the Clown Kim Chee Most Valuable Player Kangaroo Boston Brawler Steve Lombardi The Brooklyn Brawler | 1983–2016                                         |                             |  |
| Josh Lomberger              | Josh Matthews Josh Mathews                                                                                             | 2002–2014                                         | [ 46 ]                      |  |
| Mark LoMonaco               | Bubba Ray Dudley Buh Buh Ray Dudley                                                                                    | 1997 1999-2005 2015-2016                          | [ 8 ] [ 47 ]                |  |
| Paul London                 | Paul London | 2003-2008                                         | [ 48 ] [ 49 ]               |  |
| Theodore Long               | Theodore Long | 1998–2014                                         | [ 25 ]                      |  |
| Gerson Lopez                | Mascarita Sagrada Mini Nova                                                                                            | 1997-1999 2005-2006                               | [ 51 ]                      |  |
| Wong Lu                     | HoHo Lun | 2016-2017                                         | [ 52 ]                      |  |
| Guadalupe Robledo           | Jose Lothario | 1996–1997                                         |                             |  |
| Daniel Louis                | Dan Matha | 2015-2020                                         |                             |  |
| Mary Louis                  | Maria Kanellis | 2004-2020                                         |                             |  |
| Cynthia Lynch               | Bobcat | 1999–2000                                         |                             |  |
| Deonna Lynn                 | Deonna Purrazzo | 2014-2020                                         |                             |  |
| Jeremy Lynn                 | Jerry Lynn | 1997 2001–2002                                    |                             |  |
| Brian Mailhot               | Palmer Cannon | 2005-2006                                         | [ 53 ]                      |  |
| Robert Maillet              | Kurrgan The Interrogator                                                                                               | 1997–1999                                         | [ 54 ] [ 55 ]               |  |
| James Manley                | Jim Powers | 1984-1994                                         |                             |  |
| Michael Manna               | Big Stevie Cool Steven Richards Stevie Richards                                                                        | 1997 1999-2008                                    | [ 56 ] [ 57 ]               |  |
| Gregory Marasciulo          | Trent Barreta | 2010-2013                                         | [ 58 ]                      |  |
| Joseph Marella†             | Joey Marella | 1983-1994                                         | [ 59 ]                      |  |
| Robert Marella†             | Gorilla Monsoon | 1959-1999                                         | [ 60 ]                      |  |
| James Maritato              | Little Guido Nunzio | 1997 2002-2008 2010-2011                          | [ 61 ] [ 62 ]               |  |
| Pablo Márquez               | Babu Pablo Marquez | 1997–1999                                         |                             |  |
| Dan Marsh                   | Dan Marsh Danny Davis Mr X                                                                                             | 1985–1995                                         |                             |  |
| Debra Marshall              | Debra | 1998–2002                                         |                             |  |
| Kristal Marshall            | Kristal Kristal Marshall                                                                                               | 2005-2007                                         | [ 63 ]                      |  |
| Andrew Martin†              | Test | 1998-2004 2006-2007                               | [ 64 ] [ 65 ]               |  |
| Judy Hardee                 | Judy Martin | 1981–1982 1985 1987–1989                          |                             |  |
| Troy Martin                 | Dean Douglas Shane Douglas Troy Martin                                                                                 | 1986 1990–1991 1995                               |                             |  |
| Shelly Martinez             | Ariel | 2005-2007                                         | [ 66 ] [ 67 ]               |  |
| Ashley Massaro              | Ashley Ashley Massaro                                                                                                  | 2005-2008                                         | [ 68 ] [ 69 ]               |  |
| Thomas Matera               | Antonio | 2005-2006                                         | [ 70 ]                      |  |
| Jerry Matthews†             | Dr. Jerry Graham | 1963–1965                                         | [ 10 ] [ 71 ]               |  |
| Jeannine Mjoseth            | Mad Maxine | 1985                                              |                             |  |
| Lauren Mayhew               | Lauren Mayhew | 2009                                              |                             |  |
| Michael Mayo, Jr.           | Mike Kruel | 2006-2009                                         | [ 72 ]                      |  |
| Michelle McCool             | Michelle McCool | 2004–2011                                         |                             |  |
| Edward McDaniel†            | Wahoo McDaniel | 1965                                              | [ 73 ]                      |  |
| Michelle McGuirk            | Mike McGuirk | 1987–1993                                         |                             |  |
| Joseph McHugh†              | Joe McHugh | 1975–1984                                         |                             |  |
| Velvet McIntyre             | Velvet McIntyre | 1983-1990                                         |                             |  |
| Roderick McMahon†           | Jess McMahon | 1952–1954                                         | [ 74 ]                      |  |
| Shane McMahon               | Shane McMahon Shane Stevens                                                                                            | 1990–2010                                         | [ 75 ]                      |  |
| Vincent McMahon†            | Vince McMahon Sr. | 1954–1982                                         | [ 76 ]                      |  |
| Lance McNaught†             | Garrison Cade Lance Cade                                                                                               | 2003-2008 2010                                    | [ 77 ] [ 78 ]               |  |
| Nick McNeil                 | Percy Watson | 2009–2013                                         | [ 79 ]                      |  |
| Taynara Melo                | Taynara Conti | 2016-2020                                         |                             |  |
| Marc Mero                   | Marc Mero | 1996–1999                                         |                             |  |
| Rena Greek                  | Sable | 1996–1999 2003–2004                               |                             |  |
| Debra Miceli                | Alundra Blayze | 1993–1995                                         |                             |  |
| Linda Miles                 | Linda Miles Shaniqua                                                                                                   | 2002–2004                                         |                             |  |
| William Miller†             | Dr. Bill Miller | 1965–1972                                         |                             |  |
| Ernest Miller               | Ernest "The Cat" Miller                                                                                                | 2002–2004                                         |                             |  |
| Heath Miller                | Heath Slater | 2006-2020                                         |                             |  |
| Robert Miller               | Bushwhacker Butch | 1988–1996                                         |                             |  |
| Craig Minervini             | Craig DeGeorge | 1986–1989                                         |                             |  |
| John Minton†                | Big John Studd Executioner #2 Chuck O'Connor                                                                           | 1972 1976–1977 1983–1986 1989                     |                             |  |
| Nicholas Mitchell           | Mitch | 2004–2007                                         | [ 66 ] [ 67 ]               |  |
| Jeannine Mjoseth            | Mad Maxine | 1985                                              |                             |  |
| Danielle Moinet             | Summer Rae | 2011–2017                                         | [ 80 ]                      |  |
| Carlos Moises               | Max Moon Latin Fury | 1992–1993                                         | [ 81 ] [ 82 ] [ 83 ]        |  |
| Joseph Mondt†               | Toots Mondt | 1952–1976                                         | [ 84 ]                      |  |
| William Moody†              | Paul Bearer | 1990–2002 2003–2005 2010                          | [ 85 ]                      |  |
| Sean Mooney                 | Sean Mooney | 1988–1993                                         |                             |  |
| Carlene Moore               | Jazz | 2001–2004 2006–2007                               | [ 86 ] [ 87 ] [ 88 ] [ 89 ] |  |
| Jacqueline Moore            | Ms. Jackie Moore Jacqueline                                                                                            | 1993 1998-2004                                    | [ 90 ] [ 91 ]               |  |
| Shannon Moore               | Shannon Moore | 2002–2005 2006–2008                               | [ 61 ] [ 62 ]               |  |
| Pedro Morales               | Pedro Morales | 1959 1963–1964 1970–1974 1980–1982 1986–1987      | [ 92 ]                      |  |
| Christopher Mordetzky       | Chris Masters | 2004–2007 2009–2011                               | [ 93 ]                      |  |
| Lisa Moretti                | Ivory | 1999–2005                                         | [ 94 ]                      |  |
| Heidi Morgan                | Heidi Lee Morgan | 1993–1994                                         |                             |  |
| Matt Morgan                 | Matt Morgan | 2002–2005                                         | [ 8 ] [ 95 ]                |  |
| Sean Morley                 | The Big Valbowski Chief Morley Val Venis Sean Morley                                                                   | 1998–2009                                         | [ 31 ]                      |  |
| Dan Morrison                | Danny Doring | 2005 2006                                         | [ 96 ] [ 97 ]               |  |
| Richard Morton              | Ricky Morton | 1993 1998                                         |                             |  |
| Caryn Mower                 | Muffy Mower | 2000                                              |                             |  |
| Louis Mucciolo, Jr.†        | Louie Spicolli Rad Radford                                                                                             | 1988–1994 1995-1996                               |                             |  |
| William Mueller             | Trevor Murdoch | 2005–2008                                         | [ 98 ] [ 99 ]               |  |
| Donald Muraco               | Don Muraco The Magnificent Muraco                                                                                      | 1981–1988                                         |                             |  |
| Masanori Murakawa           | The Great Sasuke | 1997                                              |                             |  |
| George Murdoch              | Brodus Clay | 2006–2008 2010–2014                               | [ 25 ]                      |  |
| Hoyt Murdoch†               | Dick Murdoch | 1984–1985                                         |                             |  |
| Russell Murray              | Rory McAllister | 2005–2008                                         | [ 56 ] [ 57 ]               |  |
| Brian Myers                 | Curt Hawkins | 2006-2020                                         |                             |  |
| William Myers               | George "The Animal" Steele                                                                                             | 1968–1970 1972 1976 1984–1988 1998–1999           |                             |  |

### Significado
| Nome da empresa no ano                                              | Nome da empresa no ano |
| ------------------------------------------------------------------- | ---------------------- |
| Capitol Wrestling Corporation                                       | 1952–1963              |
| World Wide Wrestling Federation                                     | 1963–1979              |
| World Wrestling Federation                                          | 1979–2002              |
| World Wrestling Entertainment                                       | 2002–2011              |
| WWE                                                                 | 2011–presente          |
| Notas                                                               |                        |
| † ↑ Indica que eles já morreram.                                    |                        |
| ‡ ↑ Indica que eles morreram enquanto estavam empregados com a WWE. |                        |